# Campagnola Emilia
Campagnola Emilia (Campagnôla in dialetto reggiano) è un comune italiano di 5 550 abitanti della provincia di Reggio Emilia in Emilia-Romagna.

## Geografia fisica
Sorge nel cuore della Pianura padana, nella parte settentrionale della  provincia di Reggio Emilia, a 25 chilometri circa dal capoluogo. Il territorio comunale si estende per 24,39 km² ed è interamente pianeggiante, con un'altitudine media di circa 24 metri sul livello del mare.
È attraversato da una rete regolare di strade poderali, canali di bonifica e scoline, che testimoniano la lunga opera di trasformazione agricola e idraulica avviata sin dal tardo Medioevo e sviluppatasi in epoca moderna. Il territorio comunale, confina con i comuni di Correggio, Fabbrico, Novellara, Reggiolo, Rio Saliceto, è formato, oltre che dal capoluogo, dalle località Cognento e Ponte Vettigano.
La conformazione del suolo e l’assenza di rilievi rendono il paesaggio tipico della bassa reggiana: un mosaico di campi coltivati, filari alberati, case coloniche e infrastrutture irrigue. Numerosi fossi e canali, come la Fossetta e il Collettore di Campagnola, scorrono lungo i confini agricoli, contribuendo al drenaggio delle acque e all’irrigazione.
Il clima è di tipo temperato-continentale, caratterizzato da inverni freddi e spesso nebbiosi, ed estati calde, afose e umide. Le precipitazioni si concentrano in primavera e autunno, con occasionali fenomeni temporaleschi intensi. Le escursioni termiche sono particolarmente marcate nei mesi di transizione, mentre la ventilazione è generalmente scarsa, specie nei mesi estivi.

## Storia
Nell'anno 935 venne eretto un castello a difesa della corte agricola ivi esistente, l'edificio fece parte dei possedimenti di Matilde di Canossa nel XII secolo e venne successivamente distrutto nel 1371 da Bernabò Visconti signore di Milano, quando già faceva parte dei possedimenti della famiglia Da Correggio. Alla distruzione del castello seguì un periodo di semiabbandono del borgo che perdurò sino al XVI secolo. Nell'anno 1633, in seguito alla accusa mossa dall'Impero ai Signori di Correggio di battere moneta falsa, passò agli spagnoli che la cedettero agli Este. Gli Estensi la ressero, con la sola eccezione del periodo napoleonico, sino al 1859, quando Campagnola diventò comune.

## Origine del Nome

### Campagnola Emilia
L’antico nome di Campagnola è Campanìola dalla più antica citazione in un documento dell’anno 772. Divenne poi Campaniòla e Campagnola, e deriva dal latino campània «luogo campestre, pianeggiante».
Con questo significato la parola campania era impiegata dagli agrimensori latini nei primi secoli dopo Cristo. Il suffisso -iola è un diminutivo e nello stesso tempo un vezzeggiativo, perciò Campaniola significa «piccola e bella campagna», volendo indicare un territorio pianeggiante coltivato e fertile, ma non molto esteso, un’oasi agricola tra selve e paludi.
Il toponimo latino, perciò, contrassegnava un luogo felice che emergeva dalle angustiae paludis et silvarum, cioè dalle «zone sfavorevoli delle paludi e delle selve», che si incontravano ancora alla fine del I secolo a.C. a valle della via Emilia.
Con decreto del 4 dicembre 1859 Campagnola veniva creato Comune e riotteneva l’autonomia amministrativa. Nella copia del decreto, al nome del comune è aggiunto Emilia, da qui il nome completo di Campagnola Emilia.

### Cognento, Ponte Vettigano e Garfagnana
Altro nome locale di origine romana è Cognento: in un documento del 935 viene nominato Quignente, che deriva dal numerale latino quingentum, cioè cinquecento, e indicava l’estensione territoriale di questa località: cinquecento iugeri. Dato che in un documento del 1141 risulta che questo borgo era, ed è ancora oggi, diviso in due zone, cioè Cognento di sotto e Cognento di sopra, allora si deve ritenere che erano cinquecento iugeri ciascuna. L’unità di misura dello iugero equivale a 2500 mq.
Ancora origine latina o tardo-latina ha la località Ponte Vettigano, nominata in un documento del 1141 col nome Viticanum, dal latino vitis, cioè vite, indicante un terreno in cui cresceva rigogliosa e veniva coltivata con profitto la vite.
Per quanto riguarda il toponimo Garfagnana, in dialetto Grafagna, alcuni studiosi lo riconducono al nome personale latino Cafranius, con il cambiamento di posto della r, detto metatesi, e l’aggiunta del suffisso -ana, comunemente dato ad un podere o ad un fondo. Garfagnana era quasi certamente il nome di una fattoria romana, una villa, che aveva assunto la denominazione dal proprietario.

## Monumenti e luoghi d'interesse

### Piazza Roma
Nata come Piazza Siro, è un’opera risalente alla seconda metà del ‘600, che viene pensata, progettata e costruita per volontà del Principe Siro in un contesto unitario, con la realizzazione contemporanea del Borgo (lato Portici), della Villa (oggi Villa Cottafavi), della Chiesa e della Prima selciatura avvenuta nel 1621, anno nel quale il Principe Siro di Correggio diede di fatto vita al Comune di Campagnola fornendo il materiale per la costruzione della sua piazza. "(...) promettiamo di far condurre gratis a detti fabricati del Comune et villa di Campagnola tutti li giaroni che saranno necessari per saligare la piazza di detto borgo o castello et anco la calcina necessaria per la fabbrica della lor chiesa, mentre però essi paghino il valore di detta calcina, eccettuata la condotta suddetta”.
Successivamente tra la fine dell’800 e i primi del ‘900, viene redatto il progetto, che porterà alla realizzazione di una nuova pavimentazione in ciottoli di fiume con al centro la doppia trottatrice realizzata in lastre di granito, impiegato anche negli snodi dal Municipio e dalla Chiesa.
Fino alla prima metà del ‘900, Piazza Roma ha mantenuto inalterate le caratteristiche del suo primo impianto originario.
Nel 1910 Piazza Roma viene riselciata con ghiaioni di fiume e corsie con listoni di granito su Progetto dell’ingegnere Pino Cottafava e nello stesso anno viene realizzata l’illuminazione elettrica. E’ negli anni 1960/70 in conseguenza al boom economico dell’automobile che si realizzarono opere di trasformazione per agevolare una nuova crescente mobilità veicolare. In quegli anni la Piazza verrà interamente asfaltata e sulle facciate del fronte lato portici verranno realizzati, alcuni interventi manutentivi con materiali incongrui, in contrasto, con i fronti degli edifici tradizionali.
Dopo i primi studi di fattibilità per la riqualificazione del centro storico risalenti al 2006, Piazza Roma viene completamente riqualificata a partire dal 2019: ll nuovo progetto di riqualificazione di Piazza Roma ha recuperato l'impianto storico dell'intervento del 1910, le piastre di granito originali sottoposte a restauro e poi rimesse a dimora e l’acciottolato storico è stato ricollocato e parzialmente sostituito dalla pietra di Luserna.

### Palazzo Comunale
L'originaria “Casa Comunale”, situata nella parte sud di Piazza Roma, venne acquistata da Francesco Marastoni per adibirla a uffici e scuola, nel 1782; una ristrutturazione radicale all'inizio del Novecento da parte dell'Ing. Plinio Cottafava, lo porta all'aspetto attuale. Fu inoltre oggetto di interventi di restauro e consolidamento a seguito dei sismi dell'aprile-maggio 1987 e del 15 ottobre 1996.

### Palazzo Baccarini
Costruito tra il 1689 e il 1741, come attestato da due tavolette di cotto inserite sotto il porticato, l'impianto del Palazzo è composto da tre unità a corte, di tipologia residenziale, classica delle borghesia del tempo, con ogni corte caratterizzata, al piano terra, da un androne passante che funge da collegamento fra il portico ed il cortile interno. Ai lati di ogni androne erano presenti le botteghe artigianali.
È stato oggetto di un restauro conservativo avviato nel 1998 e dal 2007 è sede della Biblioteca e dei Servizi Culturali del Comune di Campagnola Emilia.

### Chiesa Parrocchiale dei Santi Gervasio e Protasio
La chiesa parrocchiale dei Santi Gervasio e Protasio fu realizzata su una chiesa preesistente negli anni 1771-1772 e presenta numerose testimonianze di architettura, pittura e scultura della fine del XVIII secolo.

### Chiesa di Sant'Andrea
Di stile romanico risulta la chiesa di Sant'Andrea risalente all'XI secolo, sopravvissuta alla distruzione dell'antico castello, è oggi il monumento più antico di Campagnola. Ha una pianta asimmetrica con due absidi rettangolari, rivolte verso oriente: una maggiore, contenente l'altare e una minore, contenente la sagrestia e cella campanaria; ha una facciata romanica con due lesene triangolari ai lati; Sono inoltre presenti due finestrelle romaniche a strombo da ambo i lati del finestrone, riscoperte nel 1986. Al suo interno sono presente preziosi affreschi del Quattrocento.

### Abbazia SS.Trinità
In una mappa della pianura reggiana del Quattrocento, il monastero di Campagnola è raffigurato dal disegno della chiesa, con dimensioni di due o tre volte maggiori rispetto a quelle delle altre chiese. Ciò sta ad indicare l'importanza notevole del monastero che per di più è l'unico edificio rappresentante Campagnola. Nel disegno svetta un campanile che sembra a pianta ottagonale con tetto a guglia, in stile gotico-lombardo.
La modesta struttura dell'attuale chiesetta della Santissima Trinità non rammenta la magnificenza delle origini della chiesa e del monastero nel loro pieno fulgore nel Duecento. L'attuale oratorio è stato ricavato dalla navata meridionale minore della ben più ampia chiesa duecentesca a tre navate, che si sviluppava a Nord con una navata maggiore, larga il doppio e più lunga di quella oggi esistente, ed un'altra minore uguale a quella Sud. Il disfacimento di queste navate avvenne alla metà del Settecento, a seguito dell'abbattimento del monastero. La famiglia Sabbatini di Modena, affittuaria della proprietà, lasciò che la chiesa e il monastero andassero in rovina, senza fare alcuna opera di restauro, abbatté gli edifici duecenteschi e si servì del materiale riutilizzabile per la villa di campagna costruita a Sud dell'edificio sacro ancora in piedi.
La chiesa presenta alcuni elementi propri dello stile romanico, come gli archi a tutto sesto delle campate; altri elementi, invece, sono tipici del gotico, come le volte del soffitto, che si presentano a crociera a sesto acuto, con costoloni che ne sottolineano la verticalità.
La parete settentrionale dell'oratorio mostra ben visibili le strutture antiche romaniche, composte da arcate a tutto sesto, tamponate da pareti non ben saldate alle precedenti murature; gli archi poggiano su pilastri polistili alternati. Esternamente, a Nord,  si trova un motivo decorativo in mattoni molto complesso e ricercato, che sembra suggerire l'esistenza di un'antica porta poi tamponata. All'interno, volte a crociera a sesto acuto di stile gotico scaricano su pilasti il peso del soffitto per mezzo di costoloni. Alle sommità dei pilastri sono visibili tracce di capitelli in arenaria con figure in bassorilievo quasi completamente distrutti; rinvenuti negli anni Settanta del Novecento, sotto capitelli neoclassici settecenteschi.
È ancora presente l'ancona di stucco dell'altare del crocifisso del Settecento, sormontato dallo stemma del cardinale Francesco Barberini, abate commendatario tra il 1695 e il 1739.
Anche l'antico campanile è stato demolito nel 1825; al suo posto è stato eretto un campaniletto a vela a due luci, oggi senza campane.

### Chiesa di San Giacomo Maggiore
Già presente nel Cinquecento, la Chiesa di San Giacomo Maggiore della località di Cognento risultava essere piccola e modesta, disadorna e povera di arredi: priva dell'abside e l'altare maggiore era davanti ad un coro di forma quadrata e orientata liturgicamente verso Oriente, in maniera opposta rispetto ad oggi. Era ad un'unica navata, ma con altari appoggiati alle pareti laterali; il soffitto era in legno.
Distrutta da un incendio nel 1660, venne ricostruita a navata unica con quattro altari, in luogo dei tre precedenti, e successivamente, nel periodo compreso tra il 1780 e il 1789 completamente ricostruita rovesciando la pianta. La facciata trae spunto dalle linee della Chiesa parrocchiale del Campagnola: rifinita di lesene e culmina con un frontespizio mistilineo. Negli anni '50 vennero aggiunti il portale marmoreo, le colonne tortili e l'altare maggiore in marmi policromi con paliotto in scagliola di stile carpigiano, e opere settecentesche provenienti dalla chiesa di San Rocco a Reggio Emilia. All'interno si trovano inoltre due confessionali lignei in stile barocco e le acquasantiere settecentesche in marmo a forma di conchiglia.
È inoltre presente un organo costruito da Domenico Traeri nel XVIII secolo e oggetto di restauro nel 2003.

### Corte di San Bernardino da Siena
Ad a Nord dell'abitato si trova la Corte di San Bernardino da Siena, già esistente nel XII secolo con il nome di Villa dei Reatini; successivamente proprietà della famiglia Augustoni. In essa, il predicatore francescano S. Bernardino da Siena, fu ospitato nel 1423.
La corte, in origine chiusa, risale all'epoca matildica, oggetto di ristrutturazione nel XV secolo comprende la villa padronale, torre colombaia a settentrione e oratorio dedicato al Santo. La Villa, è costruita da un corpo centrale e due ali avanzate; nel salone principale della villa, restauri hanno portato alla luce alcuni affreschi seicenteschi.

### Chiesa di Santa Liberata
Sita all’incrocio tra via Castellaro e via Prampolini, vicino al parco della villa Cottafavi. L’attuale edificio è stato costruito nel 1827 dal sacerdote Giuseppe Bernini, lo stesso che diede a questa zona il nome di Motta Bernini, corrispondente al podere degli eredi di Mario Manicardi, ed è stato restaurato nel 1926. Lavori di consolidamento e di restauro sono stati eseguiti anche nei primi anni del XXI secolo, sotto la direzione dell’architetto Enrico Vincenzi, tecnico del comune di Campagnola Emilia.

### Oratori, cappelle, edicole
- Oratorio di S. Pietro Martire, fine '500.
- Oratorio di San Bernardino da Siena, seconda metà del '400.
- Cappella della Corte Testa.
- Cappella della Rosta.
- Oratorio Marmiroli, dedicato alla Madonna di Lourdes.
- Oratorio della Beata Vergine dell'Olmo.
- Oratorio della Madonna Rossa.
- Edicola della Madonna di Loreto.
- Edicola di San Massimo di Cognento.
- Oratorio di Santa Liberata, inizi '600. Demolito nel 1827 per costruire la chiesa di Santa Liberata.

### Oasi LIPU Celestina
Oasi LIPU di 12 ettari, tra specchi d'acqua e boschetti, collocata a nord di Campagnola Emilia. Inaugurata nel 2005 a seguito di una donazione privata, vede oggi la presenza di diverse piantumazioni e una importante presenza di volatili. Oasi che garantisce collaborazioni con le scuole elementari dall'anno della sua inaugurazione.

## Società

### Evoluzione demografica
Abitanti censiti

### Etnie e minoranze straniere
Al 31 dicembre 2019 gli stranieri residenti nel comune sono 935, pari al 16,3% della popolazione. Di seguito sono riportati i gruppi più consistenti:
- Pakistan: 379
- India: 142
- Cina: 139
- Romania: 62
- Moldavia: 29
- Ecuador: 3

## Infrastrutture e trasporti

### Strade
Il territorio comunale è attraversato dalla Strada Provinciale 4 che, in direzione sud, conduce a Novellara, mentre in direzione est porta a Fabbrico e Rolo. 
Sempre da Campagnola Emilia passa la Strada Provinciale 30 che, partendo da Guastalla, attraversa i comuni di Novellara, Campagnola Emilia, Rio Saliceto porta a Carpi. 
Da Campagnola parte la Strada Provinciale 48 che, passando per Canolo, porta a Correggio. 

### Ferrovie
La stazione ferroviaria più vicina è la stazione di Novellara, sulla ferrovia Reggio Emilia-Guastalla, gode di collegamenti diretti con la stazione di Reggio Emilia e con la stazione di Reggio Emilia AV Mediopadana, grazie alla fermata di interscambio Reggio Mediopadana.
La stazione ferroviaria della rete nazionale più vicina è quella di Rolo-Novi-Fabbrico sulla linea Verona-Mantova-Modena.
Campagnola Emilia non è servita da alcuna linea ferroviaria. Il comune avrebbe dovuto essere collegato dalla Rolo-Novellara, mai realizzata, un prolungamento della Rolo-Mirandola costruita, ma mai entrata in funzione.

## Cultura

### Istruzione
Le Scuole Statali Primarie e Secondaria di Primo Grado fanno capo all'Istituto Comprensivo Galileo Galilei di Campagnola Emilia - Rio Saliceto.

### Biblioteche
La Biblioteca Comunale, presente in Piazza Roma è aderente al sistema bibliotecario provinciale.

## Eventi
- Kampagnola Bavarian Beer Fest (Prima settimana di maggio), festa bavarese con menù tipico, varietà di birre e spettacoli musicali.
- La Notte del Salame (fine maggio), evento gastronomico organizzato dall'associazione “il Cicciolo d'Oro”, promozione delle tipicità locali, mercatini, stand gastronomici, eventi musicali.
- A cena con Matilde (seconda settimana di giugno), evento gastronomico e culturale, di riscoperta della tradizione e delle origini locali, attraverso il mito di Matilde di Canossa.
- Sagra dei SS. Gervasio e Protasio (19 giugno), Sagra dei Patroni con diverse manifestazioni: mostre artistiche e fotografiche, rassegne della vita del mondo contadino tradizionale e mercato ambulante.
- La Guasa ed San Svan (giugno), festa campestre presso l'Oratorio San Giovanni Bosco.
- Concerto in Villa Cottafavi (giugno), concerto di musica classica.
- Sagra di San Giacomo a Cognento (terza settimana di luglio), festa campestre presso l'Oratorio San Giacomo Maggiore a Cognento.
- Settimana di San Luigi Gonzaga (settembre), attività ricreative, culturali e sportive presso l'Oratorio del capoluogo San Giovanni Bosco.
- Concerto di Santa Lucia, Chiesa di San Giacomo Maggiore a Cognento (dicembre).
- Il Cicciolo d'Oro (seconda settimana di dicembre) evento gastronomico organizzato dall'associazione “il Cicciolo d'Oro”, promozione delle tipicità locali, mercatini, stand gastronomici, eventi musicali.

## Amministrazione
Di seguito è presentata una tabella relativa alle amministrazioni che si sono succedute in questo comune.
| Periodo        | Periodo        | Primo cittadino        | Partito                                                  | Carica      | Note         |
| -------------- | -------------- | ---------------------- | -------------------------------------------------------- | ----------- | ------------ |
| 1860           | 1862           | Mattia Nasciuti        | PLI                                                      | Sindaco     |              |
| 1862           | 1872           | Giacomo Civolari       | PLI                                                      | Sindaco     |              |
| 1872           | 1881           | Michele Marmiroli      | PLI                                                      | Sindaco     |              |
| 1881           | 1887           | Antonio Magnanini      | PLI                                                      | Sindaco     |              |
| 1887           | 1906           | Luigi Carbonieri       | PLI                                                      | Sindaco     |              |
| 1906           | 1908           | Francesco Gorisi       | PLI                                                      | Sindaco     |              |
| 1908           | 1914           | Antonio Conti Barbieri | PPI                                                      | Sindaco     |              |
| 1914           | 1915           | Cesare Righi           | PLI                                                      | Sindaco     |              |
| 1915           | 1917           | Pietro Mariani         | PLI                                                      | Sindaco     |              |
| 1917           | 1920           | Cesare Righi           | PLI                                                      | Sindaco     |              |
| 1920           | 20 marzo 1920  | Fioravante Copelli     | PSI                                                      | Sindaco     |              |
| 21 marzo 1920  | 1945           |                        |                                                          | Comm. pref. |              |
| 1945           | 1946           | Angelo Menozzi         | PCI                                                      | Sindaco     |              |
| 1946           | 1951           | Ennio Griminelli       | PCI                                                      | Sindaco     |              |
| 1951           | 1953           | Giulio Gelosini        | PCI                                                      | Sindaco     |              |
| 1953           | 1970           | Gaetano Davolio        | PCI                                                      | Sindaco     |              |
| 1970           | 1988           | Dimmo Sghedoni         | PCI                                                      | Sindaco     | [ 8 ]        |
| 6 maggio 1988  | 12 giugno 2004 | Mauro Pedrazzoli       | PCI, PDS                                                 | Sindaco     | [ 8 ]        |
| 13 giugno 2004 | 24 maggio 2014 | Paola Baraldi          | lista civica Democratici - Insieme per Campagnola Emilia | Sindaco     | [ 8 ]        |
| 25 maggio 2014 | in corso       | Alessandro Santachiara | lista civica Democratici - Insieme per Campagnola Emilia | Sindaco     | [ 9 ] [ 10 ] |